# Unhos
Unhos – dawna parafia (freguesia) Loures i jednocześnie miejscowość w Portugalii. W 2011 zamieszkiwało ją 9 507 mieszkańców, na obszarze 4,48 km². od 2013 należy do parafii Camarate, Unhos e Apelação.